# (2248) Kanda
(2248) Kanda est un astéroïde de la ceinture principale découvert le 27 février 1933 par l'astronome allemand Karl Wilhelm Reinmuth. Le lieu de découverte est Heidelberg (024). Sa désignation provisoire était 1933 DE et il est nommé en l'honneur de l'astronome japonais Shigeru Kanda (1894-1974).